# Zűrzafír, avagy hajsza a kék tapírért
A Zűrzafír, avagy hajsza a kék tapírért (eredeti cím: The Last Remake of Beau Geste) 1977-ben bemutatott amerikai történelmi filmvígjáték, szatíra. A film főszereplője, rendezője és társszerzője Marty Feldman. A film nagyrészt az 1924-es Beau Geste című regényen alapul.
Az öregedő Sir Hector Geste fiatal, kapzsi felesége a család híres kék zafírjára pályázik, de fiai elrejtik a drágakövet, és csatlakoznak a francia idegenlégióhoz Észak-Afrikában.

## Cselekmény
Sir Hector Geste, az idős brit hős, akinek csak egy lánya, Isabel született, örökbe fogad egy ikerpárt, két árvát, Beau-t és Digby-t, hogy folytassák a család harcos hagyományait. Nagyon idős korában feleségül veszi a kalandor Lady Flaviát, aki gátlástalanul magának akarja megszerezni a „kék délibábot”, a Geste család kivételes zafír drágakövét. 
Beau, hogy megmentse családja becsületét, ellopja az ékszert, elmenekül, Észak-Afrikába indul, és beáll az idegenlégióba. Az igazságtalanul elítélt Digby, hála ravasz mostohaanyjának, Flaviának, megszökik, és abba a marokkói erődbe kerül, ahol a bátyja szolgál. Az ikerpár, akik a „Gest et Gest, nihil separatum est” mondás szerint mindig együtt vannak, elszenvedik Markov őrmester és Boldini tizedes zaklatásait, valamint Pecheur tábornok árulását, aki az újonnan ide érkezett Lady Flavia kedvébe akar járni. 
1906-ot írunk: Sir Hector tartósan kómában van; Abdul tuaregjei elfoglalják az erődöt; Flavia hiába próbálja elragadni a drágakövet mostohagyermekeitől, akik visszatérnek a családhoz és megvigasztalódnak, Beau Flaviával, Digby Isabellel.

## Szereplők
- Marty Feldman – Digby Geste
- Michael York – Beau Geste
- Ann-Margret – Flavia Geste
- Peter Ustinov – a brutális Markov őrmester
- Sinéad Cusack – Isabel Geste
- Trevor Howard – Sir Hector Geste
- Spike Milligan – Crumble, komornyik
- Burt Kwouk – Shapiro atya
- James Earl Jones – arab főnök
- Avery Schreiber – arab törzsfőnök / teveárus
- Terry-Thomas – igazgató
- Henry Gibson – Pecheur tábornok
- Roy Kinnear – Boldini tizedes
- Irene Handl – Miss Wormwood
- Hugh Griffith – bíró
- Stephen Lewis – Henshaw
- Ed McMahon – arab lovas
- Michael McConkey – fiatal Digby

## Fordítás
- Ez a szócikk részben vagy egészben  a   The Last Remake of Beau Geste című angol Wikipédia-szócikk fordításán alapul.  Az eredeti cikk szerkesztőit annak laptörténete sorolja fel. Ez a jelzés csupán a megfogalmazás eredetét és a szerzői jogokat jelzi, nem szolgál a cikkben szereplő információk forrásmegjelöléseként.